# Какаду червонолобий
Какаду червонолобий (Cacatua tenuirostris) — вид папугоподібних птахів родини какадових (Cacatuidae).

## Поширення
Ендемік Австралії. Поширений на заході Вікторії та у південній частині Нового Південного Уельсу. Завезений у великі міста Австралії (Перт, Брисбен, Гобарт, Сідней тощо), де непогано прижився. Живе у відкритих лісах та буші. Легко пристосовується до деградованих середовищ проживання. У містах трапляється в парках.

## Опис
Птах завдовжки 38-41 см, з розмахом крил приблизно 80–90 см. Важить в середньому 565 г. Основне оперення білого кольору, на грудях, в основі дзьоба і навколо очного кільця червоне. Очне кільце неоперене, синього кольору. Нижня частина крил і хвоста світло-жовті.

## Поведінка
Живе у місцях з наявністю дерев. Трапляється парами, інколи невеликими зграями. Активний вдень, вночі ховається в кроні дерев. Живиться плодами, горіхами, насінням, квітами тощо. Гніздовий сезон припадає на грудень-березень. Гнізда влаштовує в дуплах дерев, на висоті понад 10 м. У кладці — 2-3 яйця. Висиджують обидва батьки почергово. Пташенята вилуплюються через 24 дні, оперяються і вилітають з гнізда приблизно в 2-місячному віці.